# 土井里美
𡈽井 里美（どい さとみ、1970年2月27日 - ）は、日本のフリーアナウンサー。神奈川県在住、富山県下新川郡朝日町出身。
「土井」ではなく「𡈽井」であるが、使用漢字の都合上印刷媒体では「土」または「土に点（BSN所属当時）」【土`】に置きかえられることがある。

## 経歴・人物
信州大学人文学部卒業、東京都で会社員を経験後、新潟放送に入社、アナウンサーとしての活動を始める。
2001年3月に同社を退社し、フリーアナウンサーに転向。RFラジオ日本の朝ワイド番組「My朝Myペースモーニング」メインパーソナリティを皮切りに同局を中心に活動。
結婚、出産で一時表舞台から去るものの、2008年10月からRFラジオ日本「ザ・ホットライン第2部 ヨコハマろはす」のメインパーソナリティーにて本格復帰。のちに「土井里美のヨコハマろはす」に番組名変更。
キャッチフレーズは「若葉マークのエコママ」。最近では「スマイルをあなたに」も多い。

## 現在の出演番組
- サウンドヒーリング（AM各局）
- 吟剣詩舞の世界（JLC）
- 対話の力〜世界と語る（文化放送・他）

## 過去の出演番組

### 新潟放送時代
- ハロー!!ジャンボサタデー
- さとみとちえこのモーニングピアス（ラジオ）
- おきらくハイスクール（ラジオ）

### フリー
- My朝Myペースモーニング（RFラジオ日本）
- 𡈽井里美のかわさき見つけた（RFラジオ日本）
- ラジオ日本ニュースライン（RFラジオ日本）
- FMラジオショッピング（JFN）
- 𡈽井里美のヨコハマろはす（RFラジオ日本）※2008年9月 - 2012年9月
- 私は千の風（AM各局）※2007年4月 - 2009年12月